# Panurgica compressicollis
Panurgica compressicollis är en bönsyrseart som beskrevs av Henri Saussure 1898. Panurgica compressicollis ingår i släktet Panurgica och familjen Hymenopodidae. Inga underarter finns listade i Catalogue of Life.